# Аспермонт
Аспермонт (англ. Aspermont) — город в США, расположенный в южной части штата Техас, административный центр округа Стонуолл. По данным переписи за 2010 год число жителей составляло 919 человек, по оценке Бюро переписи США в 2018 году в городе проживало 908 человек.

## История
Аспермонт был заложен в 1889 году, его название на латинском означает «Неровная гора» (англ. Rough Mountain). В том же году было открыто почтовое отделение. Сначала поселенцы называли место Санфлауэр-Флат. В 1898 году город стал административным центром вместо Рейнера. Жители Рейнера опротестовали выбор столицы и до тех пор, пока решение не было утверждено, здание окружного суда в Аспермонте не было построено.
В 1909 году город получил устав, началось формирование органов местного управления. В том же году местные бизнесмены построили на свои деньги участок железной дороги Stamford and Northwestern Railway до Аспермонта и сдали его в аренду железнодорожной компании Wichita Valley Railway Company. В 1914 году началось строительство водохранилища и водопроводных сооружений.

## География
Аспермонт находится в центральной части округа, его координаты: 33°08′27″ с. ш. 100°13′30″ з. д..
Согласно данным бюро переписи США, площадь города составляет около 5,4 км2, практически полностью занятых сушей.

### Климат
Согласно классификации климатов Кёппена, в Аспермонте преобладает семиаридный климат умеренных широт (BSk).
| Показатель                    | Янв.  | Фев. | Март  | Апр. | Май  | Июнь | Июль | Авг. | Сен. | Окт. | Нояб. | Дек.  | Год   |
| ----------------------------- | ----- | ---- | ----- | ---- | ---- | ---- | ---- | ---- | ---- | ---- | ----- | ----- | ----- |
| Абсолютный максимум, °C       | 30,6  | 33,3 | 38,3  | 39,4 | 45   | 47,2 | 45,6 | 44,4 | 42,8 | 42,2 | 32,8  | 30    | 47,2  |
| Средний суточный максимум, °C | 12,9  | 15,6 | 20,4  | 25,7 | 29,9 | 33,9 | 36,1 | 35,4 | 30,8 | 25,6 | 18,7  | 14    | 24,9  |
| Средняя температура, °C       | 5,4   | 7,8  | 12,2  | 17,4 | 22,2 | 26,5 | 28,6 | 27,9 | 23,6 | 17,9 | 11,2  | 6,4   | 17,3  |
| Средний суточный минимум, °C  | −2,1  |      | 4     | 9,2  | 14,4 | 19   | 21,1 | 20,5 | 16,3 | 10,3 | 3,7   | −1,1  | 9,6   |
| Абсолютный минимум, °C        | −16,7 | −20  | −12,8 | −5   | 1,1  | 7,2  | 13,3 | 11,1 | 1,1  | −7,2 | −11,7 | −23,3 | −23,3 |
| Норма осадков, мм             | 20    | 27   | 31    | 50   | 82   | 74   | 49   | 65   | 65   | 64   | 29    | 25    | 582   |
| Источник: weatherbase.com     |       |      |       |      |      |      |      |      |      |      |       |       |       |

## Население
Согласно переписи населения 2010 года в городе проживало 919 человек, было 389 домохозяйств и 247 семей. Расовый состав города: 86,1 % — белые, 3,2 % — афроамериканцы, 0,5 % — коренные жители США, 0,5 % — азиаты, 0,0 % (0 человек) — жители Гавайев или Океании, 7,7 % — другие расы, 2 % — две и более расы. Число испаноязычных жителей любых рас составило 17,3 %.
Из 389 домохозяйств, в 31,1 % живут дети младше 18 лет. 47,6 % домохозяйств представляли собой совместно проживающие супружеские пары (18,8 % с детьми младше 18 лет), в 13,6 % домохозяйств женщины проживали без мужей, в 2,3 % домохозяйств мужчины проживали без жён, 36,5 % домохозяйств не являлись семьями. В 34,7 % домохозяйств проживал только один человек, 18,5 % составляли одинокие пожилые люди (старше 65 лет). Средний размер домохозяйства составлял 2,29. Средний размер семьи — 2,94 человека.
Население города по возрастному диапазону распределилось следующим образом: 27,1 % — жители младше 20 лет, 20,2 % находятся в возрасте от 20 до 39, 30,4 % — от 40 до 64, 22,3 % — 65 лет и старше. Средний возраст составляет 43,2 года.
Согласно данным пятилетнего опроса 2018 года, средний доход домохозяйства в Аспермонте составляет 35 000 долларов США в год, средний доход семьи — 71 667 долларов. Доход на душу населения в городе составляет 26 140 долларов. Около 13,3 % семей и 19,9 % населения находятся за чертой бедности. В том числе 24,9 % в возрасте до 18 лет и 9,3 % в возрасте 65 и старше.

## Местное управление
Управление городом осуществляется мэром и городским советом, состоящим из пяти человек..
Другими важными должностями, на которые происходит наём сотрудников являются:
- Городской секретарь
- Городской администратор
- Городской прокурор
- Шеф пожарной охраны

## Инфраструктура и транспорт
Основными автомагистралями, проходящими через Аспермонт, являются:
- автомагистраль 83 США идёт на север к Гатри и на юг к Ансону
- автомагистраль 281 США идёт на восток к Хаскеллу и на запад к городу Джейтон

В городе располагается аэропорт округа Стонуолл. Аэропорт располагает одной взлётно-посадочной полосой длиной 1219 метров. Ближайшим аэропортом, выполняющим коммерческие рейсы, является региональный аэропорт Абилин. Аэропорт находится примерно в 105 километрах к юго-востоку от Аспермонта.

## Образование
Город обслуживается независимым школьным округом Аспермонт.

## Отдых и развлечения
Главным ежегодным мероприятием в городе является родео.